# Kapılı, Silopi
Kapılı là một xã thuộc huyện Silopi, tỉnh Şırnak, Thổ Nhĩ Kỳ. Dân số thời điểm năm 2011 là 177 người.